# Variac

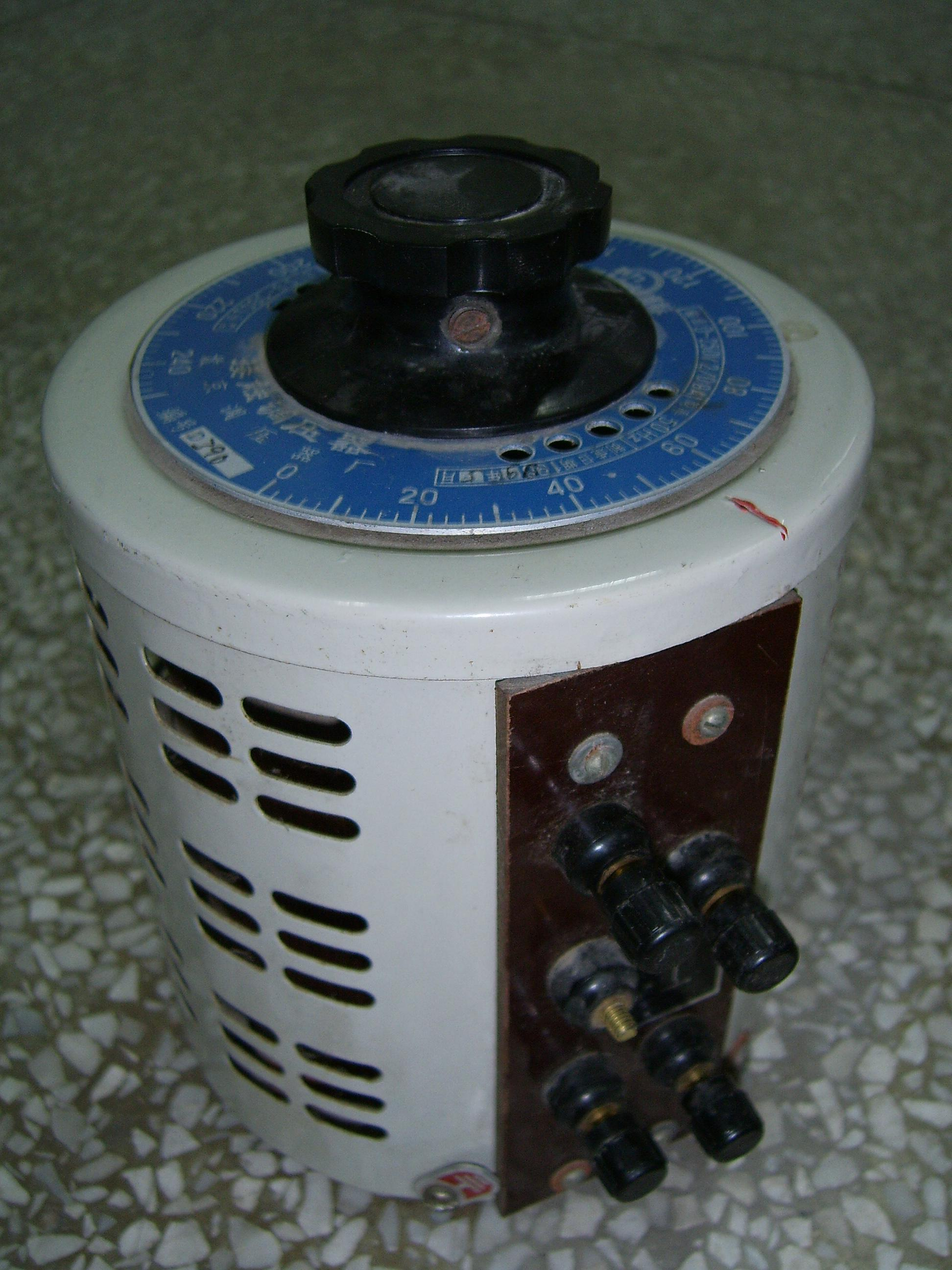
Een 220V-variac

Een variac of variabele autotransformator is een transformator of autotransformator, waarvan de secundaire spanning continu instelbaar is gemaakt door middel van een sleepcontact.
Een variac zonder secundaire spoel kan beschouwd worden als de primaire spoel van een transformator. De meeste variacs (zeker de goedkoopste) zijn van dit type.
De uitgang van zo'n variac is dus niet gescheiden van het net, er is geen enkele vorm van galvanische scheiding. 
Er bestaan echter ook variacs met twee van elkaar gescheiden wikkelingen, een primaire en secundaire. Hierbij wordt de secundaire wikkeling geregeld. Een dergelijke variac is dus tevens scheidingstransformator.
Een verouderde toepassing is als dimmer voor verlichting. Tegenwoordig worden daarvoor choppers gebruikt.
De uitgangsspanning is doorgaans instelbaar tussen 0 volt en 1,15 maal de ingangsspanning. Vaak is het instrument voorzien van eenvoudige meetinstrumenten voor de uitgangsspanning en -stroom. Het maakt niet uit of een variac een digitale of een analoge uitlezing heeft, want die metertjes zitten er bij hogere spanningen (240 V) soms wel meer dan 10 volt naast. Dus een voltmeter parallel op de variacuitgang is belangrijk.
Een variac kan voorzien zijn van een regelsysteem om het punt van aftakking zodanig te verplaatsen zodat de secundaire spanning constant blijft (en dus niet meer of minder afhankelijk is van de netspanning).